# Szaddám Huszein
Szaddám Huszein Abd el-Madzsíd et-Tikríti (arabul صدام حسين عبد المجيد التكريتي; el-Audzsa, 1937. április 28. – Kázimajn, 2006. december 30.) Irak elnöke 1979-től 2003-ig. Rendkívül ellentmondásos megítélésű személy, aki mintegy három évtizeden át uralta az iraki politikát, és személyi kultusz alakult ki körülötte. Sok arab úgy tekint Szaddámra, mint egy határozott vezetőre, aki szembeszállt a nyugati imperializmussal és fellépett Palesztina izraeli megszállása ellen, továbbá a térségben a külföldi beavatkozások ellen. Ezzel szemben sok irakinak, különösen a síitáknak és a kurdoknak negatív képe van róla, mint diktátorról, aki az elnyomásukban a fő szerepet játszotta. A Human Rights Watch becslése szerint Szaddám rezsimje 250-290 ezer iraki meggyilkolásáért vagy eltűnéséért volt felelős.
2006. november 5-én az iraki főtörvényszék elítélte őt az 1982-es dudzsaili mészárlással kapcsolatos, emberiség elleni bűncselekmények miatt és akasztás általi halálra ítélte. 2006. december 30-án kivégezték.
Ideológiailag a baathizmust, az arab nacionalizmus és az arab szocializmus keverékét támogatta; az általa képviselt politikai eszméket pedig összefoglalóan szaddámizmusnak  nevezik.

## Élete

### Fiatalkora

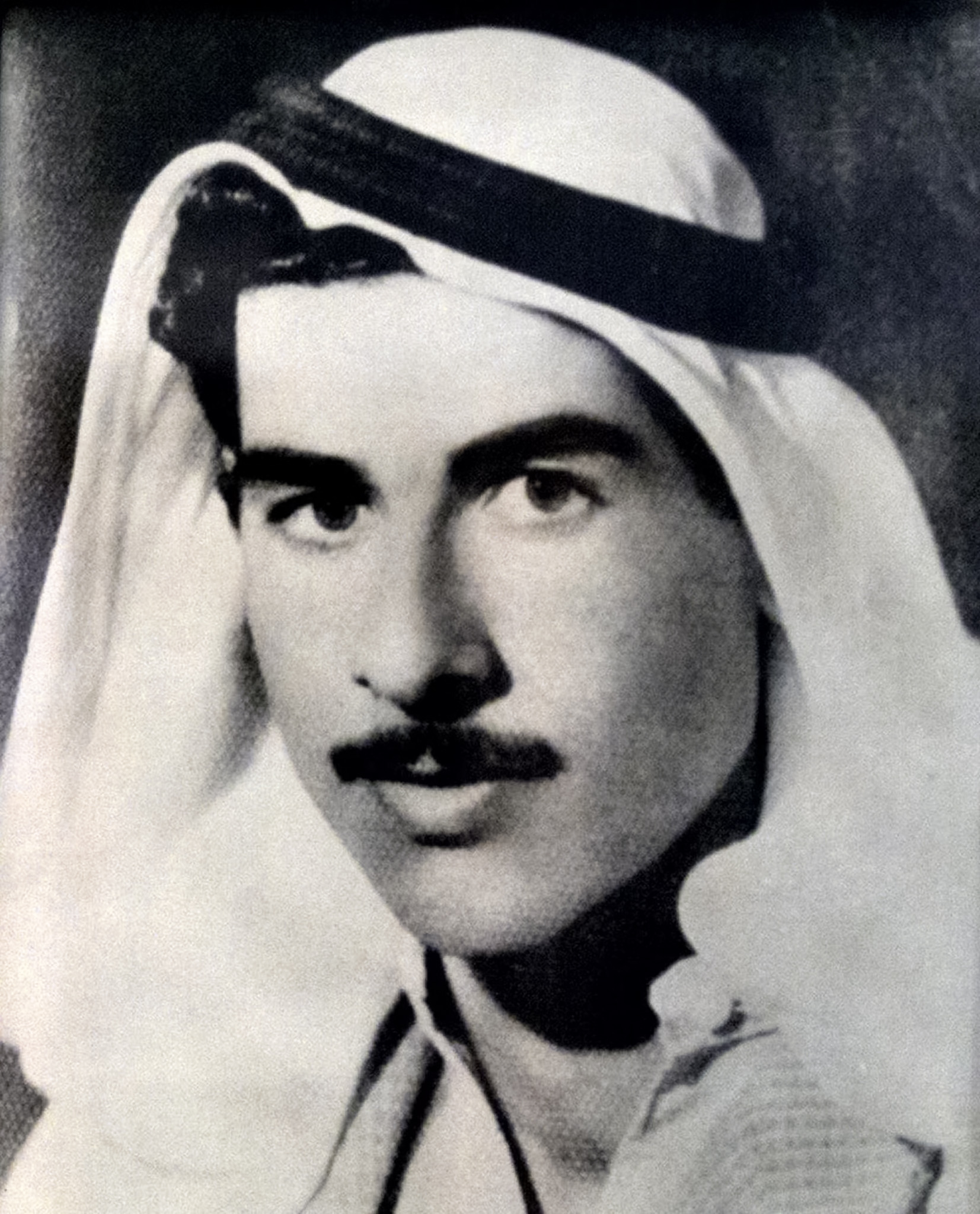
A fiatal Szaddám

Szaddám Huszein Abd el-Madzsíd et-Tikríti el-Audzsa városában született, 13 kilométerre az iraki Tikrit városától. Családja az al-Bu Nászir törzs al-Bejdzsat klánjához tartozott, és pásztorkodással foglalkozott. Anyja, Szubha Tulfáh al-Muszallát, újszülött fiát Szaddámnak nevezte el, amely arabul azt jelenti, „szembeszálló”. Apját, Huszejn Abd al-Madzsídot soha sem ismerte, mivel születése előtt hat hónappal eltűnt. Anyja állítólag nem akarta vállalni, sőt próbálkozott azzal, hogy elvetéljen, de Szaddám végül mégis megszületett. Szubha egy kegyetlen és zsarnoki anya volt, aki a családon belüli vezetői pozícióra pályázot, ezért féltékeny volt a család férfi tagjaira. Szubha másodjára is férjhez ment egy Ibrahim Hasszán nevű férfihoz, akinek már volt egy felesége, ám Szubha aggreszív követelésére elvált tőle. Hasszánt lakóhelyén gyűlölték és hazug embernek tartották. Mostohafiát, Szaddamot is ebben a szellemben nevelte, így lopásra, sőt emberölésre is kényszerítette őt. A szomszédok szerint Hasszán gyakran bántalmazta és szidta is Szaddámot.
Megközelítőleg 10 esztendős volt, amikor Szaddám elhagyta családját, és Bagdadba költözött a nagybátyjához, Hajralláh Tulfáh későbbi bagdadi kormányzóhoz. Tulfáh, Szaddám jövőbeli feleségének apja, buzgó szunnita volt. A későbbi diktátor elmondása szerint számos dolgot tanult tőle, az iraki militáns nacionalistától. Nagybátyja irányítása alatt egy nemzeties bagdadi középfokú iskolában tanult. 1957-ben, 20 éves korában, Szaddám csatlakozott a forradalmi pánarab Baasz Párthoz, amelyet Tulfáh is támogatott.
1958-ban, a pártba való belépése után egy évvel, Kászim tábornok megdöntötte az iraki király uralmát. A Baasz-pártiak ellenezték az új kormányzatot, és 1959-ben Szaddám Huszein részt vett a Kászim elleni merényletkísérletben, amelyet az Egyesült Államok kormánya ösztönzött és támogatott. A sikertelen merényletben Szaddám a lábán megsérült, de CIA és egyiptomi titkos ügynökök segítségével sikerült Szírián keresztül Bejrútba menekülnie. Innen Kairóba költözött. Ez idő alatt ugyanezen szervezetek segítették. Távollétében Irakban halálra ítélték. A Kairói Egyetemen jogot tanult száműzetése alatt.

### Házasságai
Szádzsida Tulfáhhal, a nagybátyja lányával 1963-ban házasodott össze. A házasságot már előre eltervezték, amikor Huszein még csupán 5 és Szádzsida 7 éves volt; akárhogy is, esküvőjükig nem is találkoztak. A menyegzőt az egyiptomi száműzetésükben tartották meg. Két fiuk – Udajj és Kuszajj – és három lányuk – Rana, Ragad és Hala – született. (Fiai Irak 2003-as amerikai inváziójakor haltak meg.) Huszein rajta kívül 1986-ban feleségül vette Szamíra as-Sahbandart, miután leendő neje férjét arra kényszerítette, hogy váljon el tőle. Tőle egy fia született, Ali. Ezen kívül állítólag két másik házasságot is kötött, de ez nem bizonyított.

### Hatalomra emelkedése
A Kászim – egyébként korántsem egyértelmű – kommunistabarátságától tartó CIA segítségével az 1963-as államcsíny során a Baasz Párttal szoros kapcsolatban álló katonai vezetők megdöntötték Kászim hatalmát, őt magát pedig megölték. Az új elnök a nacionalista Abd asz-Szalám Árif, Kászim korábbi harcostársa lett, de a kormányt a baaszisták kerítették hatalmukba. Árif végül a belső konfliktusoktól meggyengült párt radikális képviselőit november 18-án kiszorította a hatalomból, és 1964 szeptemberében egy hadsereg berkeiben szövődő összeesküvés kapcsán végleg leszámolt a párttal.
Szaddám Huszein időközben visszatért Irakba, és pozíciói jelentősen megerősödtek azután, hogy Ali Szálih asz-Szaadi pártfőtitkár bukása után távoli rokona – a Huszeint felnevelő Tulfáh unokatestvére – és pártfogója, Ahmad Haszan al-Bakr lett az iraki párt vezetője. Száműzetése alatt ráadásul az alapító atya, Misel Aflak is felfigyelt rá, és az ő támogatásával 1964 nyarán, kevesebb mint 30 évesen a párt legfelsőbb testülete, a Regionális Parancsnokság titkára lett. Nagy szerepe volt a párt korábban szétvert milíciája, a Nemzeti Gárda újjászervezésében, továbbá ő hozta létre a Baasz saját titkosszolgálatát, az ún. Különleges Apparátust. 1964 őszén al-Bakr mellett ő is börtönbe került, ahonnan azonban tovább folytatta a szervezkedést. 1966-ban, Abd ar-Rahmán Árif elnöksége idején szabadult, és folytatta a pártmilícia és a tömegbázis szervezését, amit a kormányzat népszerűtlensége és az 1967-es arab-izraeli háborúban elszenvedett vereség is megkönnyített.
Miután 1968 júliusában al-Bakr átvette a hatalmat és egyszerre elfoglalta a köztársasági elnöki és miniszterelnöki pozíciót, 1969 novemberében a Baasz Párt teljes Regionális Parancsnokságával együtt Huszein is belépett a legfőbb törvényhozó és végrehajtó szervként szolgáló Forradalmi Parancsnoki Tanácsba, amelynek (al-Bakr helyetteseként) ő lett az alelnöke. Az új rendszerben Huszein felügyelte az állami biztonsági szerveket is: a belbiztonsági szolgálat élére egy hívét, a szadista kegyetlenségéről ismert Názim Kazzárt nevezte ki.

#### Leszámolás a politikai ellenzékkel

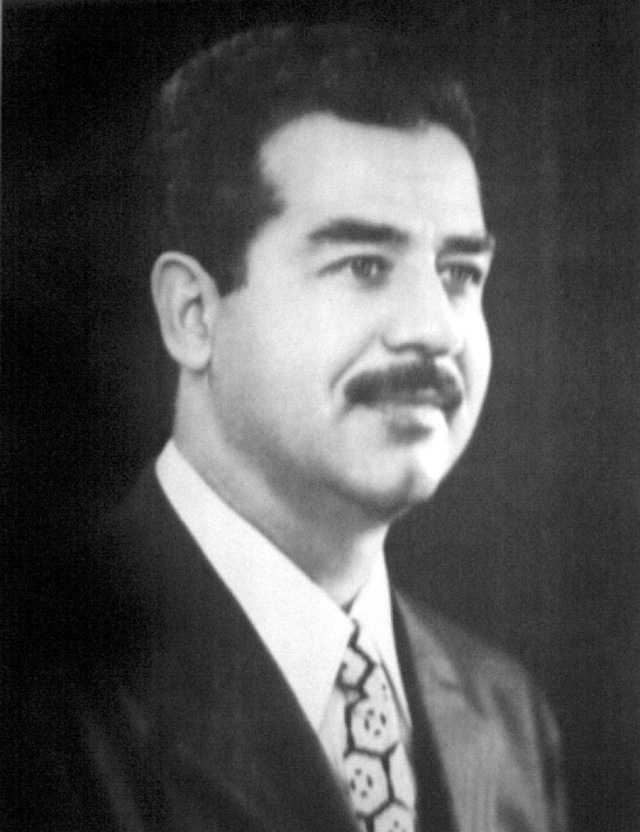
Szaddám 1974-ben

Az FPT-be kerülve Szaddám Huszein megkezdte fokozatos hatalomátvételét a formálisan al-Bakr irányította Baasz Párt és az iraki állam felett. Az 1970-es évek első felében a hadsereg felől érkező esetleges újabb puccsok kivédése történt meg: Szálih Mahdi Ammás belügyminisztert és Hardán at-Tikríti külügyminisztert már 1970-ben megfosztották tárcáiktól, és előbb reprezentatív alelnöki pozíciót kaptak, majd előbbit diplomáciai pályára süllyesztették, utóbbit pedig emigrációba kényszerítették, ahol később végeztek vele. A hadügyi tárcát al-Bakr egy rokona, Hammád Siháb at-Tikríti vette át, míg a belügyi tárcát Szaadún Gajdán kapta meg – mindketten baaszista katonatisztek voltak, de egyikük sem rendelkezett komolyabb támogatással sem a pártban, sem a seregben. A hetvenes években rajtuk kívül több más vezető beosztású tisztet nyugdíjaztak és bebörtönöztek.
1973 júniusában, nem teljesen tisztázott okokból és módon, a Huszein által állambiztonsági vezetővé kinevezett Názim Kazzár puccsot kísérelt meg, amelynek keretében megölte Hammád Sihábot és megsebesítette Szaadún Gajdánt. Hogy kreatúrájának tette nem rontotta Huszein pozícióit, az nagyrészt annak volt köszönhető, hogy ő maga szervezte meg a gyors és sikeres ellenakciót. Kazzárt elfogták és kivégezték, de így járt a Baasz Párt Katonai Irodáját vezető Muhammad Fádil is. A párton belül népszerű, erősen baloldali irányultságú ideológus Abd al-Hálik asz-Számarráit csak al-Bakr elnöki enyhítése mentette meg a halálbüntetéstől. A puccsot követő hetekben, 1973 nyarán Bagdad diplomáciai és kádernegyedének, az al-Manszúr városrésznek lakóit véres gyilkosságok sorozata ejtette rettegésbe. A fejszés gyilkosok éjszakánként egész családokat vertek agyon otthonukban, brutális kegyetlenséggel. Néhány hét után a hivatalos sajtó (így az angol nyelvű Baghdad Observer is) nagy fényképes hírben számolt be, hogy a banda tagjait elfogták. A beszámolók szerint a tettesek igen alacsony iskolázottságú, primitív személyiségű rablógyilkosok voltak, akiket rövid idő alatt halálra ítéltek és kivégeztek. A jelentések politikai motívumot sohasem említettek, de feltűnő volt, hogy egyetlen külföldi diplomata otthonát sem érte bántódás, kizárólag irakiakat, magas állású állami tisztviselőket, pártfunkcionáriusokat, rendőri és katonai vezetőket irtottak ki családostul, és egyik áldozat sem tartozott a tikríti klánhoz). Kazzár bukását követően a titkosrendőrséget Huszein közeli rokonaira: Szaadún Sákir nevű unokatestvérére és Barzán at-Tikríti nevű féltestvérére bízta. A Tikríti-klán befolyása ezután jelentősen megnőtt a vezetésben.
A pártbéli tisztogatások révén 1977-re az FPT tagsága ismét öt fősre olvadt: al-Bakr és a súlytalan Gajdán mellett Huszein és két feltétlen híve, a belügyi tárcát 1974-től vezető Izzat Ibrahim al-Dúri, valamint a kurd Taha Jászin Ramadán maradt benne. Ezzel egyidejűleg a Baasz Párt Regionális Parancsnokságának nagy többsége (21-ből 14 fő) is mögötte sorakozott fel, így amikor 1977-ben a testület tagságát újfent beemelték az FPT-be, domináns helyzete nem változott. A kormányzatban is Huszein hívei szereztek meg számos fontos pozíciót: a keresztény Tárik Azíz, a Huszein szócsövéül szolgáló pártlap szerkesztője információs miniszter, Szaadán Hamdún pedig külügyminiszter lett. Újabb lépcsőfokot jelentett a hadsereg feletti ellenőrzés megszerzésében, amikor 1977-ben al-Bakr átadta a Kazzár-puccs óta általa irányított védelmi tárcát a vejének, Adnán Hajralláh Tulfáhnak, Huszein sógorának és mostohatestvérének. Huszein egyébként 1976-ra elég erősnek érezte magát ahhoz, hogy altábornaggyá neveztesse ki magát al-Bakrral – annak ellenére, hogy sosem volt katona.
Szintén 1977-ben ruházták Szaddám Huszeinre a teljes iraki olajügy feletti irányítást, miáltal felmérhetetlen hatalom összpontosult a kezében: az állami bevételek elsöprő többsége ebből a szektorból származott, és ezekből finanszírozták a látványos és eredményes gazdasági, katonai és szociális fejlesztéseket is az 1970-es évek folyamán. Befolyásának növekedését félreérthetetlenül jelzi, hogy a 70-es évek második felében mind intenzívebben jelent meg az ő személye is az állami propagandában a kétségkívül népszerű elnök mellett. Szaddám Huszein pozícióinak megerősödéséhez az is hozzájárult, hogy al-Bakr szívproblémái miatt mind többször volt kénytelen távol maradni a politikától. Szaddám Huszein, a Forradalmi Parancsnoki Tanács alelnöke és a Baasz Párt főtitkár-helyettese már évekkel a tényleges, 1979-es hatalomátvétele előtt az állam és a párt tényleges urává vált.

### Szaddám, mint Irak elnöke

#### A hatalom átvétele
1979. július 19-én a betegeskedő al-Bakr elnök Huszein nyomására lemondott és élete hátralévő három évére házi őrizetbe került. Szaddám Huszein átvette minden pozícióját: ő lett Irak köztársasági elnöke, miniszterelnöke és a hadsereg főparancsnoka, valamint az FPT elnöke és a Baasz Párt főtitkára; egyúttal tábornaggyá léptette elő magát. Bár hatalma biztos alapokon állt, nem habozott leszámolni potenciális belső ellenzékével: július 22-én összehívta a Baasz Párt kongresszusát, amelyről videófelvételt készíttetett. Itt bejelentette, hogy kémeket és összeesküvőket talált a párton belül, majd felolvasta 68 olyan párttag nevét, akikről azt vélte, szembeszállhatnak vele. Ezeket a személyeket kivezették a teremből; a bent maradtaknak pedig Szaddám gratulált „a múlt- és jövőbeli hűségükért”. A 68, a találkozón letartóztatott embert bíróság elé állították; közülük 22-t hazaárulásért kivégeztek. Az ezt követő tisztogatásoknak ekkor összesen körülbelül 500, különböző szintű pártvezető esett áldozatul (köztük az FPT nyolc tagja), és a Kazzár-puccs óta börtönben raboskodó ideológussal, asz-Számarráival is végeztek. Szaddám Huszein egyszemélyi uralma ezzel megkérdőjelezhetetlenné vált.

#### Szaddám, Irak világi vezetője
Szaddám Huszein önmagát mint szociális forradalmárt látta, a Nasszer-modellt követve. Az iszlám konzervatívok megrökönyödésére kormánya egyenjogúsította a nőket, s magas szintű kormányzati és ipari állásokat ajánlott nekik. Nyugati jogrendet vezetett be – így Irak lett a Perzsa-öböl első olyan országa, amelyben a hagyományos iszlám jogrend, a saría megszűnt. Eltörölte a Sária-bíróságokat is.
A belső ellentétek akadályozták Szaddám modernizáló projektjeit. Az iraki társadalom egyaránt nyelv, vallás és nemzetiség alapján is megosztott volt; a Huszein-kormány pedig a mintegy 20%-ot kitevő szunnita kisebbség támogatásán alapult, akik többségükben a munkásosztály, a parasztság, és az alacsonyabb középosztály köreibe tartoztak. Mindezzel a még a brit mandátumi időkből gyökerező hagyományt folytatták: az iraki függetlenség előtt az angolok a szunnitákat tartották alkalmasnak arra, hogy részt vegyenek az államirányításban.
A síita többség így komoly forrása lett a kormány világi törekvéseinek való ellenszegülésnek. A Baasz Párt egyre növekvő aggodalommal figyelte a radikális síita iszlamizmus hatásának növekedését az 1979-es iráni forradalom után. Észak-Irak kurdjai (akik egyébiránt szunniták, de nem arabok) szintén állandósulva rosszallták a Baasz pánarabizmusát. Szaddám uralma fenntartásához ekkor még hajlandó lett volna a kurdok hatalomba való beválasztására, vagy elnyomásukra; mindenesetre a második lehetőség sokkal jobban érvényesült. Ezen elnyomó törekvések legfontosabb eszközeivé a hadsereg és a rendőri szervezetek váltak.
1974-től fogva Taha Jászin Ramadán – Szaddám egyik közeli társa – irányította a Néphadsereget. Mint a Baasz Párt paramilitáris csoportja, a Néphadsereg mintegy ellensúlyként szerepelt a rendes fegyveres erők hatalomszerzési kísérletei ellen. Emellett az Általános Hírszerző Szakosztály (Mukhabarat), az állambiztonsági rendszer leghírhedtebb tagjai kínzásaikkal és vérengzéseikkel tették magukat rettegett szervezetté. Utóbbit Barzan Ibrahim al-Tikriti, Szaddám féltestvére vezette. 1982 után a külső megfigyelők már úgy vélték, hogy a szervezet célja Szaddám ellenségeinek megkeresése és eltüntetése volt, egyaránt Irakban, egyaránt azon kívül.[forrás?]
Huszein létjogosultságot adott az iraki nacionalizmusnak azon állításaival, amelyek szerint Irak különleges és dicső szereppel rendelkezik az arab világ történelmében. Elnökként Szaddám gyakran utalt az Abásszida-korszakra, amely idején Bagdad ténylegesen az arab világ politikai, kulturális és gazdasági központja volt. Szintén sűrűn beszélt Irak iszlám előtti korszakáról, Mezopotámiáról is, célozva olyan uralkodókra, mint II. Nabú-kudurri-uszur és Hammurapi. Ennek kapcsán jelentős anyagi támogatást nyújtott régészeti feltárásoknak. A gyakorlatban tehát megpróbálta összeegyeztetni a pánarabizmust és az iraki nacionalizmust, egy olyan arab világ látomásának hirdetésével, amelyet Irak egyesített és vezet.
Ereje megszilárdulásának jeleként Szaddám személyi kultusza szétáradt az iraki társadalomban. Számtalan portré, plakát, emlékmű és falfestmény született dicsőítésére Irak teljes területén. Arca látható volt irodaépületek, iskolák, repülőterek és üzletek falain is, csakúgy, mint az akkori iraki bankjegyeken. Kultusza tükrözte azon törekvéseit, amelyekkel országa minden csoportja előtt a legmegfelelőbb vezetőként kívánt feltűnni: viselt beduin népviseletet, hagyományos iraki földműves öltözetet, sőt, néha kurd ruhákat. Másfelől nyugati öltönyökben is megjelent, mintegy azt sugallva, hogy ő egy elegáns és korszerű vezér. Időnként ájtatos muszlimként lehetett megfigyelni, ennek megfelelő öltözékben, Mekka felé imádkozva.

### Külpolitikája
Külpolitikája tekintetében Szaddám azt kívánta elérni, hogy Irak a Közel-Kelet egyik vezető állama legyen.

#### Az irak–iráni háború (1980–1988)
1979-ben Mohammad Reza Pahlavi iráni sahot egy felkelés letaszította trónjáról. Irán élére Khomeini ajatollah került. Ez a forradalmi Síita iszlám térnyeréséhez vezetett a régió nagyobb síita lakossággal rendelkező országaiban, így Irakban is. Szaddam Huszein félelemmel tekintett a terjedőben lévő radikális iszlám ideológiára, melyet főleg országának síita lakossága tett magáévá. Szaddám és Khomeini között még személyes ellentétek is voltak, amelyeknek az eredete az 1970-es évekre vezethető vissza, amikor Khomeini Irakba menekült Iránból az üldözés elől, és a síiták szent városában, Al-Nadzsafban szervezett erős politikai, vallási közösséget. 1975 körül, amikor az iráni sah az országa és Irak közti kapcsolatok javítására törekedett, Szaddám egyetértett azzal, hogy Khomeinit Irakból is el kell űzni. Így nem csoda, hogy iráni hatalomátvétele után Khomeini egyik céljaként az iraki rendszer megdöntését jelölte meg.
Kisebb határmenti incidensekre már rögtön az iráni forradalom győzelme után sor került, de a nyílt háború 1980. szeptember 22-én vette kezdetét. Casus belliként a két állam határát képező Shatt-Al-Arab víziút hovatartozása körüli vitát jelölték meg. A háború valós oka azonban az volt, hogy a nagyhatalmaknak (az USA-nak és a Szovjetuniónak) is érdekében állt a radikális iszlám eszme megfékezése, ezért támogatták az iráni rendszer megdöntésére irányuló háborút.
Az irak–iráni háború kezdetén a jó szervezett iraki haderő gyorsan elfoglalt több stratégiai pontot, és megpróbálták Irán olajtermelő kapacitását megbénítani. A fanatikus iszlám gárdisták erős ellenállásába ütköztek. A háború első időszakát leszámítva az iraki oldalon (is) megnőttek az emberveszteségek, ezért már 1982-től keresni kezdték a háborúból kivezető utat. Egyik oldal sem engedett követeléseiből, a háborút csak 1988-ban sikerült lezárni. A háború során Irak mind az irániak, mind pedig a kurd szeparatisták ellen bevetett vegyi fegyvereket is. A háborút Szaddám Huszein a nemzetiségekkel való leszámolásra is felhasználta. 1986–1989 között „Al-Anfal hadművelet” néven Szaddám és Ali Hasszán al-Madzsid népirtó hadjáratot vezetett a kurd, asszír és türkmén területek lakossága ellen, amely szárazföldi támadást, légicsapásokat, tömeges deportálásokat, vegyi fegyverek használatát, koncentrációs táborok létrehozását, települések tudatos lerombolását jelentette. E háború nyomán al-Madzsidot, aki Huszein mellett e szörnyűséget irányította, egyszerűen csak „Vegyész”-Alinak hívta a közbeszéd.
Kurd részről 200 000-re teszik az áldozatok számát. Az Amnesty International felmérése szerint kb. 17 000 embert nyilvánítottak eltűntnek. Fontos megemlíteni azt is, hogy nem „csak” népirtásról van szó, hanem tudatos kivégzésekről, vagyis a harcképes korban lévő férfiak tömeges lemészárlásáról, amely rengeteg árvát és özvegyet hagyott maga után. Az al-Anfal hadművelet keretein belül történt ugyan, de az esemény súlyánál fogva attól elkülönítve kezelendő az iraki hadseregnek Szaddám parancsára végrehajtott vegyi támadása a kurd nagyváros, Halabdzsah ellen 1986. március 16-án. Itt a hadsereg idegmérget és mérges gázt vetett be a civil – főleg nőkből és gyerekekből álló – lakosság ellen. Ezt az akciót a Human Rights Watch rögtön önmagában népirtássá nyilvánította, illetve ez a pusztítás volt a modern idők legnagyobb méretű, civil lakosság ellen irányuló vegyi fegyver támadása.
A háború előrehaladása során Szaddám egyre sűrűbben fordult segítségért a szomszédos arab államokhoz. Azonban nyíltan egy arab állam sem volt hajlandó hadat üzenni Iránnak, Szaddám csak Szudántól kapott csapatokat kisebb számban. A pénzügyi támogatást és kisebb fegyverszállítmányokat persze lehetővé tettek. Mindazonáltal a környező arab államok lehetővé tették azt, hogy állampolgáraik önkéntesként beálljanak az iraki hadseregbe, de ugyanezekből az országokból radikális szemléletű emberek éppúgy csatlakoztak önként az iráni hadsereghez is.
Az irániak ekkor még nagyobb reményt láttak arra, hogy ők dönthetik meg Huszein hatalmát (és nem fordítva), síita felkelést robbantva ki Irakban, ezért most ők utasították el a békekezdeményezéseket. A háború végül 1988-ban patthelyzettel zárult le. Paradox módon az iraki támadással szembeni nemzeti mozgósítás és radikalizálódás (megdőlés helyett) megerősítette az iráni iszlám köztársaság rendszerét. Mindkét fél hatalmas károkat, milliós emberveszteséget szenvedett. Mind Irán, mind pedig Irak korábban virágzó gazdasága most romokban hevert. Emellett Irak külföldi kölcsönei (USA) az ország függő helyzetét is előidézték. Huszein már a háború alatt is kért – mint említettük – pénzbeli támogatást, kölcsönt az arab országoktól. Most ismét ezt tette, Irak újjáépítésének finanszírozására kért támogatást. Ez a súlyos anyagi probléma vezette el Irakot egy újabb háborúhoz, most a gazdag Kuvaittal szemben.

#### Feszültségek Kuvaittal
Az Irak–iráni háború alatt Irak jelentős adósságokat halmozott fel több országgal szemben. A háború alatt az ország gazdasága is nagy mértékben leromlott.

Elsősorban Irak pénzügyi válsága okozta a feszültségeket a gazdag szomszédjával, Kuvaittal szemben.
Szaddám ugyanis sürgette Kuvaitot, hogy engedjék el a velük szemben fennálló - a háború alatt felgyülemlett - Iraki tartozást, 30 milliárd dollárt. Kuvait azonban nem engedett a kérésnek.

Irak az olajexporttal próbálta leküzdeni a pénzügyi nehézségeket. Szaddám próbálta rávenni az olajat exportáló államokat, hogy csökkentsék az olajkitermelést, így növelve az olajárat.

Kuvait azonban nem így tett, és továbbra is nagy mennyiségű olajat exportált, így tartva alacsonyan az olajárakat, miközben Iraknak magas áron kellett volna eladnia az olaját, hogy tudja törleszteni az adósságokat.
Szaddám mindig azt hangsúlyozta, hogy Kuvait valójában Irak részét képezi történelmileg, és csak a Brit imperializmus ügyeskedése révén jöhetett létre Kuvait, mint független állam.

Ez és ehhez hasonló ideológiai és vallásos nézetek tovább erősítették a két ország közötti feszültségeket.
Szaddám továbbá arra panaszkodott, hogy Kuvait olyan olajkutakból nyert ki olajat, melyek szerinte az Iraki (vitatott) határvonalon belül húzódnak, ezért csapatokat küldött a határhoz.

A feszültségek egyre nőttek, ezért az Egyesült Államok nagykövete (April Glaspie) személyesen találkozott Szaddámmal 1990. július 25-én.

Szaddám azt mutatta, hogy a szándékai csupán a tárgyalásokra irányulnak, az Amerikaiak pedig látszólag nem akartak fegyveres konfliktusba bonyolódni.

Szaddám meg volt győződve arról, hogy az USA túl sokat fektetett az Irakkal való kapcsolatába (többet között Irak–iráni háború alatt), hogy feláldozza azt Kuvait miatt.
Később Irak és Kuvait részt vett egy utolsó közös tárgyaláson, amely eredménytelenül zárult, Szaddám pedig csapatokat küldött Kuvaitba, ahonnét elűzve a királyt Kuvaiti Köztársaság néven bábállamot hozott létre, majd néhány hét múlva annektálta az országot és megszervezte rajta a kuvaiti kormányzóságot.

### 2003: Az iraki háború
Az Amerikai Egyesült Államok politikai atmoszférája a 2001. szeptember 11-i, több ezer áldozatot követelő merénylet után a neokonzervatív frakció befolyása alá került. 2002 januárjában az USA akkori elnöke, George W. Bush ismertette az általa kigondolt „gonosz tengelyét”, amely Iránból, Észak-Koreából és Irakból állt, tovább vádolva az iraki rezsimet azzal, hogy „lépfenét, ideggázt és atomfegyvereket fejleszt már egy évtizede”, valamint hogy „büszkélkedik Amerika-ellenességével, és a terror támogatásával”. Noha a későbbiekben a vádak többsége koholtnak bizonyult, Bush elnök alig leplezetten kimondta Szaddám eltávolítására irányuló szándékát. Ezzel megindult az a kampány, amellyel az elnök saját céljának helyességéről kívánta meggyőzni az Egyesült Államok népét és a világ közvéleményét.
Amint a háború lehetősége felmerült, 2003. február 24-én Szaddám Huszein nagy terjedelmű interjút adott az amerikai CBS Newsnak; egy évtized óta ez volt az első, amerikaiakkal készített beszélgetése.
A teljes erőbedobással folyó háború elkerülésének szándékával az USA legalább kétszer megkísérelte Huszein elnök meggyilkolását, célzott légicsapásokkal, bombázással. A hírszerzési információk téves volta miatt ez nem sikerült; a kialakult helyzet jelentősen megzavarta az eredetileg kitervelt amerikai taktikát. Ennek dacára az iraki hadsereg és kormány három héttel az amerikai invázió megindítása, 2003. március 20. után teljesen összeomlott. Április elejére az Egyesült Államok és szövetségeseinek haderői Irak területének nagy részét elfoglalták, Szaddám hatalmát megdöntötték. A volt elnök azonban még Bagdad eleste, április 9. után is látható volt a városban rögzített filmfelvételeken, hívei körében.

### Menekülése, majd fogságba esése

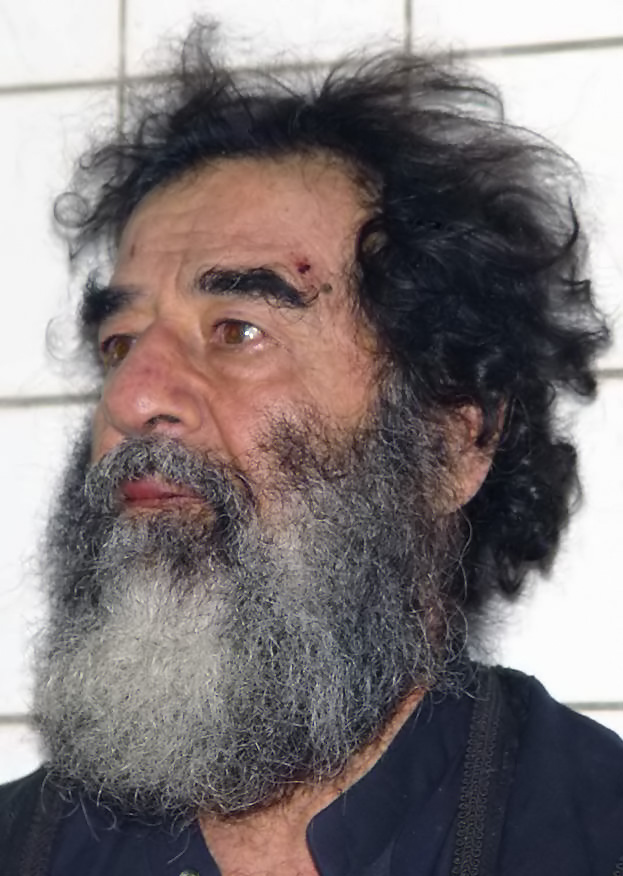
Elfogása után

Irak lerohanása után 2003 áprilisában Szaddám holléte továbbra is kérdéses maradt. Többször jelentették, hogy látták, de egyik eset sem bizonyult valóságosnak.

Ennek ellenére Szaddám hangfelvételeket tett közzé, melyekben ellenállásra buzdította híveit. Eközben nagy erőkkel keresték a diktátort.

Szaddám az amerikai "legkeresettebb irakiak" első helyére került fel. 2003. júliusában Szaddám 2 fia (Udajj és Kuszajj), valamint unokája (Musztafa) életét vesztette egy amerikaiakkal szembeni tűzharcban.
2003. december 13-án amerikai csapatoknak sikerült elfogniuk Szaddám Huszeint egy Ad-Dawr (Al-Daur) melletti tanyán, ahonnan először egy Tikrit mellett lévő amerikai bázisra, majd később Bagdad közelébe szállították át.

2003. december 14-én az amerikaiak megerősítették a diktátor elfogását, és egy videót is közzétettek, ami bizonyította Szaddám elfogását.

Elfogásakor hosszú szakálla és hosszú haja miatt nehezen lehetett felismerni, de később megborotválták a biztosabb azonosítás végett.

### A büntetőperében ellene felhozott vádak

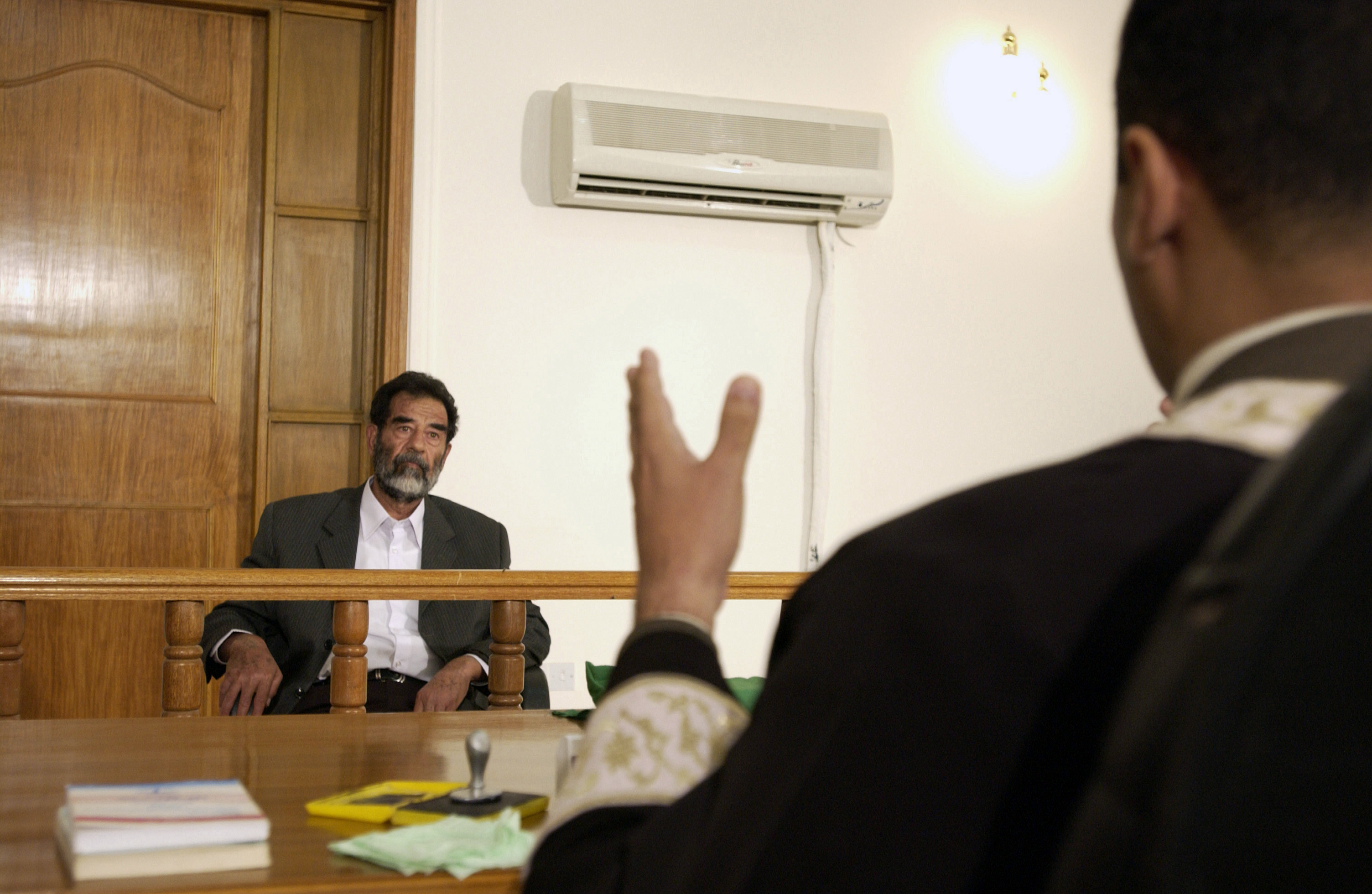
Szaddám Huszein a bíróságon

- Összesen több százezernyi észak-iraki kurd megölése 1986 és 1988 között.
- Kirkuk ágyúzása.
- Az iraki hadsereg Kuvaitból való kiűzését követően kitört dél-iraki síita felkelés véres leverése 1991-ben.
- A dudzsaili mészárlás, amelyben a város 148 lakóját ölték meg egy Szaddám elleni merényletkísérlet miatt 1982-ben.
- Több ezer síita kurd 1980-as elűzése észak-iraki lakóhelyéről a szomszédos Iránba.
- A Halabdzsa kurd település ellen 1988-ban vegyi fegyverrel végrehajtott, becslések szerint ötezer ártatlan életet követelő támadás.
- A befolyásos kurd Barzani-klán 8 ezer tagjának lemészárlása 1983-ban.
- Kuvait lerohanása 1990-ben.
- Vallási vezetők kivégzése 1974-ben.
- Politikai ellenfelek kivégzése.
- Vallási, világi és politikai pártok üldözése.
- A mezopotámiai síkság 1991-ben megkezdett lecsapolása.

### Halála

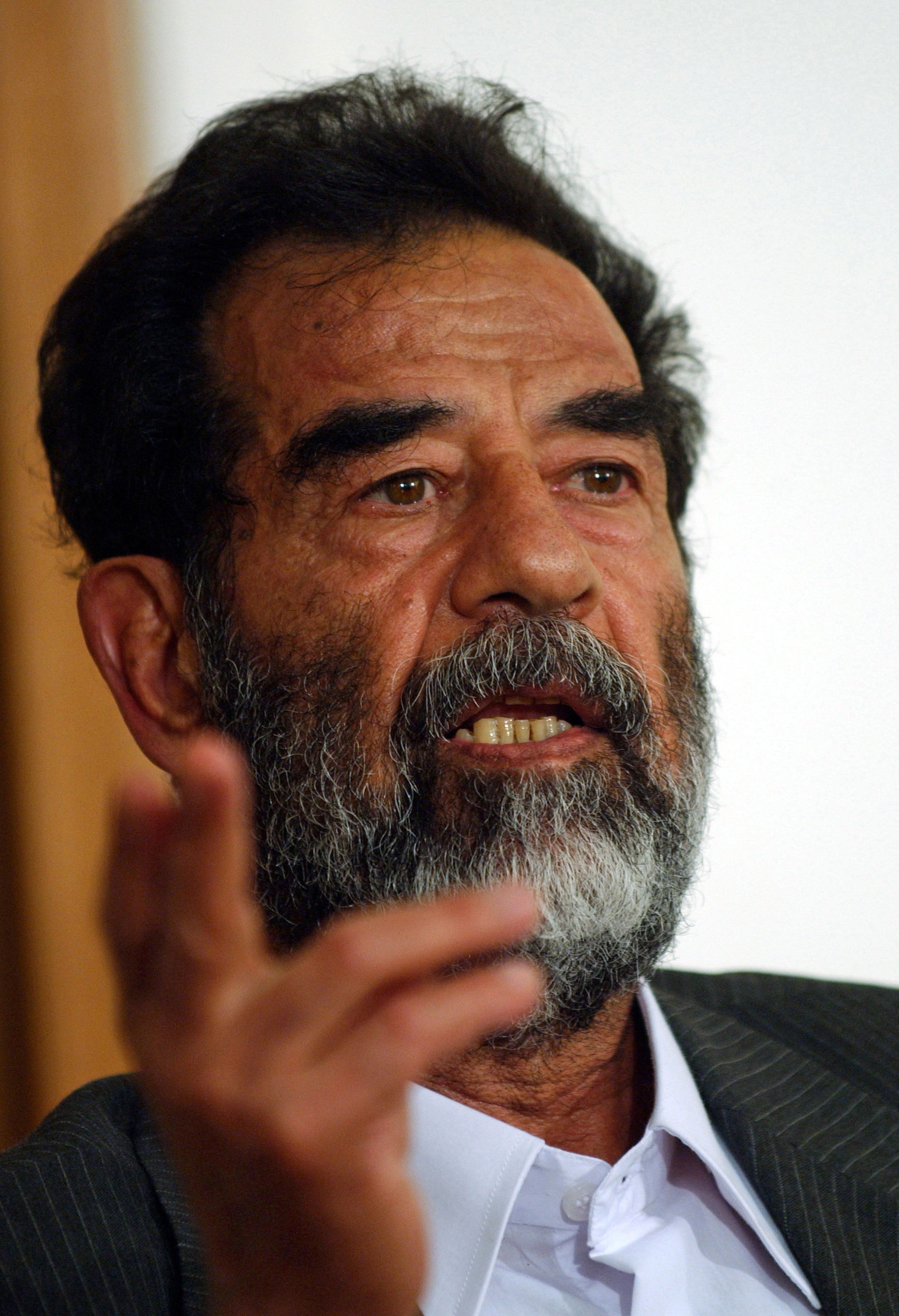
2004 júliusában

Az iraki bíróság 2006 novemberében ítélte akasztás általi halálra Szaddám Huszeint az 1982-es, 148 halálos áldozatot követelő dudzsaili mészárlás miatt.
A volt iraki diktátort 2006. december 30-án, közép-európai idő szerint hajnali 4 óra körül akasztották fel. Beszámolók szerint a Koránt vitte magával. A kivégzésről készült felvétel szerint – és több szemtanú állítása szerint is – a volt iraki elnök ellenezte csuklya felhelyezését az akasztáshoz, közvetlenül a halála előtt nyugodt volt, iszlám imát mondott, amikor kinyílt alatta a csapóajtó.
A halálbüntetés végrehajtásának tényét a világ országai különbözőképpen fogadták: számos állam üdvözölte a halálhírt, és voltak olyanok is, amelyek elítélték. Az európai országok általában egyetértettek Szaddám bűnösségében, de felemelték a szavukat a halálbüntetés mint lehetséges büntetőeszköz ellen. Az iraki közvélemény kurd és síita része örömhírként értelmezte az eseményt, míg a szunniták gyászba borultak.
Huszeint szülőfalujában temették el; sírhelye a róla elnevezett mecsetben volt 2013 végéig, amikor az Iszlám Állammal folytatott harcok elől testét máshová helyezték.

## Külső hivatkozások
- „Mukhabarat”: az iraki állambiztonsági szolgálat (IIS) (angolul)
- Kivégezték Szaddam Husszeint – az index cikke, benne a kivégzésről készített hivatalos videofevétellel
- Illegális mobilos felvétel Szaddam haláláról
- Szaddám temetése (Guardian.co.uk) (angolul)
- „Wilder Mann”, Der Spiegel, 1978/23., 1978. június 5., p. 128-129. Online (Al-Bakr helyettese, Szaddám Husszein szakít a Szovjetnunióval). (németül)
- Saddam Hussein, in: Munzinger-Archiv Online, Internationales Biographisches Archiv, 21/2007, 2007. május 26. (németül)
- Irak történelme, jelképei és vezetői (WorldStatesmen.org) (angolul)
- Edmund A. Ghareeb – Beth Dougherty : Historical Dictionary of Iraq, The Scarecrow Press, Inc., Lanham, Maryland and Oxford, 2004.